# Ответный огонь (фильм, 1950)
«Ответный огонь» (англ. Backfire) — фильм нуар режиссёра Винсента Шермана, который вышел на экраны в 1950 году.
Фильм рассказывает о ветеране войны Бобе Кори (Гордон Макрей), который после выписки из госпиталя отправляется на поиски своего боевого товарища Стива Коннолли (Эдмонд О’Брайен), пропавшего после того, как его обвинили в убийстве. Как выясняет Боб, Стив стал работать на владельца подпольного казино и завёл роман с его подружкой (Вивека Линдфорс). В ходе расследовании происходит серия убийств свидетелей, однако в итоге Бобу вместе с полицией удаётся найти Стива и уничтожить опасного преступника.
Фильм положил начало успешным нуаровым карьерам его сценаристов Бена Робертса и Айвана Гоффа, а также актёра Эдмонда О’Брайена. Хотя работа над фильмом была завершена в октябре 1948 года, он вышел на экраны только в октябре 1950 года. За это время сценаристы Гофф и Робертс успели написать сценарий фильма «Белое каление» (1949), который стал хитом. Одну из ролей в этом фильме сыграл Эдмонд О’Брайен, успевший также исполнить одну из своих лучших ролей в картине «Мёртв по прибытии» (1950).

## Сюжет
В ноябре 1948 года бывший танкист Боб Кори (Гордон Макрей), получивший тяжёлое ранение в конце Второй мировой войны, проходит курс лечения в Бирмингемском госпитале для ветеранов в Ван-Найсе, Калифорния. За ним ухаживает молодая привлекательная медсестра Джули Бенсон (Вирджиния Мейо), с которой у него складываются романтические отношения. Боевой товарищ Боба, Стив Конноли (Эдмонд О’Брайен) приезжает в госпиталь, чтобы обсудить с ним планы покупки ранчо в Аризоне, о чём они мечтали на фронте. Джули наедине со Стивом сообщает ему, что Боб по состоянию здоровья в ближайшие год-два вряд ли сможет управлять ранчо. Стив обещает поговорить с другом об этом, однако так и не решается разрушить его мечту. Затем Стив неожиданно перестаёт навещать Боба. На Рождество, когда Боб проходит восстановление после последней, тринадцатой операции, Стив так и не появляется. Джули утешает его, и в знак любви Боб дарит ей ценную брошь. Позднее тем же вечером, когда под действием снотворного Боб пребывает в полусонном состоянии, к нему в палату заходит красивая женщина, которая говорит с австрийским акцентом (Вивека Линдфорс). Она сообщает, что Стив попал в страшную аварию, в которой сломал позвоночник. Стив страдает и хочет умереть, однако она не в состоянии помочь ему уйти из жизни. Женщина просит Боба помочь ей, и Боб обещает сделать всё, что в его силах, как только выпишется из госпиталя, и просит оставить её адрес. После этих слов Боб погружается в сон, а женщина исчезает. Когда Боб на следующий день рассказывает о визите дамы врачу, тот ему не верит, считая это галлюцинацией под действием лекарств. Однако Боб продолжает настаивать на своём даже после того, как ему приносят телеграмму от Стива из Чикаго, который сообщает, что с ним всё в порядке.
Вскоре после Нового года Боба выписывают из госпиталя. Его встречают двое детективов полиции Лос-Анджелеса, провожая к своему боссу, капитану Гарсия (Эд Бегли). Тот сообщает ему, что Стив разыскивается по подозрению в убийстве некого Солли Блейна (Ричард Робер), преуспевающего профессионального игрока, который 4 декабря был застрелен в своём доме выстрелом через окно. По информации Гарсии, в этот день у Стива произошла ссора с Блейном в гостинице, где тот жил. Полиции также известно, что Стив в своё время занимался азартными играми в Нью-Йорке, за что несколько раз задерживался полицией. И хотя во время войны Стив зарекомендовал себя достойно, тем не менее, Гарсия считает, что он мог вернуться к своим прежним делам. Однако Боб не верит в то, что его друг мог совершить убийство, и рассказывает о таинственной даме, посетившей его в госпитале. Гарсия также сообщает, что телеграмму от Стива из Чикаго на самом деле послала Джули, чтобы утешить Боба.
Узнав от Гарсии, что Стив жил в гостинице «Фримонт» в Лос-Анджелесе, Боб решает поселиться в номере, который занимал его друг. Там он знакомится с Сибил (Айда Мур), разговорчивой пожилой уборщицей, которая сообщает, что мистер Блейн часто бывал в гостях у Стива в гостинице, и в ночь убийства они спорили из-за 40 тысяч долларов, которые, по утверждению Солли, ему должны. Она также даёт Бобу визитную карточку похоронного бюро в Глендейле, которую Стив оставил в номере. Боб приходит в похоронное бюро, которым, как выясняется, управляет его бывший боевой товарищ Бен Арно (Дейн Кларк), у которого когда-то был свой ночной клуб в Нью-Йорке. Бен рассказывает, что впервые встретил Стива примерно два месяца назад, когда пошёл посмотреть бокс. Там, к своему удивлению, в одном из боксёров он узнал Стива. Когда после боя, закончившегося поражением Стива, Бен спросил его, зачем он занялся боксом в таком возрасте, тот лишь ответил, что за это ему заплатили 50 долларов. Бен предложил устроить его на работу, однако после той единственной встречи Стив так и не появился.
Боб встречается в ресторане с Джули, не понимая, как Стив мог боксировать за какие-то 50 долларов и вскоре после этого спорить с Блейном по поводу 40 тысяч долларов. По предложению Джули, чтобы разобраться, они вместе приезжают домой к миссис Блейн (Фрэнсис Робинсон). Та рассказывает, что ничего не знала ни о друзьях, ни о делах мужа, кроме того, что он зарабатывал на жизнь как профессиональный игрок, и ей это очень не нравилось. В день смерти Блейн пришёл домой очень довольным, сообщив, что выиграл 40 тысяч долларов, и что теперь их жизнь изменится. Однако, пока она была на кухне, кто-то с улицы дважды выстрелил в её мужа, тяжело ранив его. Умирающий Блейн попросил вызвать к нему доктора Энстеда (Мэк Уильямс), однако прибывший доктор лишь констатировал его смерть. Вернувшись в гостиницу, Боб выясняет у администратора, кому Стив звонил из своего номера. Как выясняется, 3 декабря, то есть за день до убийства Блейна, он звонил некой Мирне. Набрав номер, он выясняет её адрес и немедленно приезжает. Выясняется, что Мирна на несколько дней уехала, оставив своей подруге по комнате, Бонни Уиллис (Шила Макрей), ключ в условленном месте. Зайдя в квартиру, Боб видит на столе фотографию таинственной женщины, которая навещала его в госпитале. Когда появляется Бонни, Стив представляется другом Мирны, которая просила его подождать в квартире. Разговорчивая Бонни рассказывает Стиву, что на фото изображена её подруга Лиза Радофф, вместе с которой они выступали в ночном клубе. Далее она вспоминает, как в однажды Стив пришёл в клуб, где выступала Лиза, чтобы отвезти её и Бонни на квартиру некого Лу Уолша. У себя дома Уолш организовал игру на крупные ставки, пригласив туда красивых девушек для развлечения богатых игроков. На этом вечере Стив познакомился с Блейном, у которого был свой интерес в боксёрском бизнесе. Блейн был удивлён итогом боя Стива, считая его соперника слабым боксёром. Отправляясь обратно к игорному столу, Блейн сказал, что ему сегодня везёт в игре, и надо воспользоваться тем, что Лу пошёл в разнос. Когда один из игроков стал бесцеремонно приставать к Лизе, Стив защитил её. Остаток вечера они провели вместе, в результате между ними сразу возникли тёплые, романтические отношения. Наблюдавшая за ними Бонни была очень встревожена, так как Лиза была девушкой Уолша, и если бы он их увидел в тот момент, то мог бы жестоко наказать обоих. Выслушав рассказ Бонни и получив от неё адрес Уолша, который, по словам девушки, сейчас находится в Майами, Боб убегает. Несколько мгновений спустя кто-то стреляет через окно, убивая Бонни двумя выстрелами в спину.
Полиция устанавливает, что убийства Блейна и Бонни были выполнены из одного и того же оружия. Также выясняется, что Лу уехал из Майами за день до убийства Блейна, кроме того, полиция Майами смогла прислать лишь самое общее описание его внешности. Лейтенант Гарсия вызывает Боба и Джули, указывая им на то, что их вмешательство в ход расследования привело к смерти Бонни, и просит в дальнейшем воздержаться от самостоятельных действий. Во время их разговора Гарсии по телефону сообщают, что некий китаец по имени Ли Квонг (Леонард Стронг) с огнестрельным ранением находится в больнице в критическом состоянии, утверждая, что у него есть важная информация о Стиве. Гарсия, Боб и Джули немедленно выезжают в больницу, где Квонг рассказывает, что он работал дворецким в шикарном доме, который Уолш купил на подставное лицо для Лизы. После убийства Блейна Уолш спрятал в этом доме Стива, который безвылазно провёл в нём десять дней в компании Лизы. За это время они заметно сблизились, и Лиза уговаривала Стива вместе бежать и пожениться. По словам Квонга, Лиза в разговоре со Стивом открыто обвиняла Уолша в убийстве Блейна, которому он задолжал 40 тысяч долларов. Квонг однажды заметил, как в тот момент, когда Стив и Лиза обнимались и целовались, из-за окна за ними наблюдал Уолш. Вскоре, когда Стив вышел во двор, чтобы поставить машину в гараж, Уолш снял её с тормоза, после чего по наклонной дорожке она разогналась и придавила Стива к гаражу, сломав ему спину. Квонг считает, что это Уолш стрелял в него после того как понял, что дворецкий всё видел и обо всём догадался. Гарсия требует назвать адрес Уолша, однако в этот момент Квонг умирает. Рассказ Квонга убеждает Гарсию в том, что Стив не является убийцей. В то время, как Гарсия поручает опросить всех врачей в городе, которые могли оказать помощь Стиву, Джули выясняет у миссис Блейн, что в ночь убийства мужа она звонила врачу по имени Херберт Энстед. После окончания рабочего дня Джули в форме медсестры приезжает к Энстеду на работу, и, выдав себя за его ассистентку, просит уборщика открыть кабинет. Пока она ищет медицинскую карту Стива, в кабинет заходит доктор Энстед, однако Джули успевает спрятаться в подсобном помещении. Она видит, как Энстед достаёт из запертого ящика стола карту Стива, собираясь её сжечь, однако в этот момент в кабинет заходит уборщик. Пока доктор с ним разбирается, Джули хватает медицинскую карту Стива, выясняя, что 14 декабря в результате несчастно случая у него было сломано несколько позвонков, и прячется с ней за дверью. Освободившийся Энстед обнаруживает Джули и отбирает у неё карту. Когда она рассказывает доктору, что со Стивом произошёл не несчастный случай, а его пытались убить, доктор запирает её в подсобном помещении. После этого Энстед немедленно звонит Бобу, чтобы сообщить ему адрес дома Уолша, где находится травмированный Стив, требуя взамен защиту от Уолша. Сквозь закрытую дверь Джули слышит их разговор. В этот момент в кабинет заходит Уолш, убивая Энстеда, а затем скрывается. Появившийся вскоре уборщик выпускает Джули, которая немедленно звонит в полицию.
Тем временем Боб направляется по адресу, полученному от доктора Энстеда. В гостиной большого особняка он натыкается на Бена Арно с револьвером в руке, который заявляет, что на самом деле он и есть Уолш. Бен говорит Стиву, что ведёт двойную жизнь — официальную как управляющий похоронным бюро, и неофициальную — как организатор нелегальных азартных игр и крупный игрок, где он выступает под именем Лу Уолш. Далее он сообщает, что влюблён в Лизу, и, несмотря на все подарки, которые он ей делал, она так и осталась к нему равнодушна. Но при этом она влюбилась в Стива. На Рождество Бен ожидал возвращения Лизы на пороге дома. Когда она по возвращении из госпиталя припарковала машину у дома, Бен по её глазам понял, что она догадалась, что он умышленно толкнул машину на Стива. В порыве ревности Бен набросился на Лизу и задушил её. Затем он застрелил Квонга, и таким образом, избавился от всех, кто знал о его связи со Стивом и с Лизой, кроме самого Стива и Боба. После этого Бен бьёт Боба и направляет на него пистолет, собираясь застрелить. В этот момент Боб толкает его, а подкравшийся сзади Стив в металлическом корсете хватает Бена за горло. В этот момент слышится звук полицейской сирены, и, когда Стив тушит в квартире свет, Бен выбегает на улицу и стреляет по полиции. Ответным выстрелом его быстро убивают. Несколько месяцев спустя поправившийся Стив выходит из госпиталя для ветеранов. Боб вместе с Джули, которая стала его женой, подъезжают на джипе и увозят Стива на ранчо в Аризону.

## В ролях
- Гордон Макрей — Боб Кори
- Эдмонд О’Брайен — Стив Коннолли
- Вирджиния Мейо — Джули Бенсон
- Вивека Линдфорс — Лайза Рэдофф
- Дейн Кларк — Бен Арно
- Эд Бегли — капитан Гарсия
- Шила Макрей — Бонни Уиллис (в титрах указана как Шила Стивенс)
- Ричард Робер — Солли Блейн
- Мэк Уильямс — доктор Херберт Энстед
- Леонард Стронг — Ли Куонг
- Фрэнсис Робинсон — миссис Блейн
- Хелен Уэсткотт — мисс Хэллер, секретарь в морге (в титрах не указана)

## Создатели фильма и исполнители главных ролей
В 1940-е годы режиссёр Винсент Шерман добился признания благодаря антинацистской криминальной комедии с участием Хамфри Богарта «На протяжении всей ночи» (1942), мелодрамам с участием Бетт Дейвис «Верная подруга» (1943) и «Мистер Скеффингтон» (1944), а также двум женским нуарам с Энн Шеридан — «Нора Прентисс» (1947) и «Неверная» (1947).
В фильме заняты многие голливудские звезды, такие как Вирджиния Мейо, Вивека Линдфорс, Эдмонд О’Брайен, Дейн Кларк и Ричард Робер. Вирджиния Мейо к началу работы над картиной уже добилась значительного успеха, сыграв главные роли в таких фильмах, как военная мелодрама «Лучшие годы нашей жизни» (1946), а также комедиях «Чудо-человек» (1945), «Парень из Бруклина» (1946), «Тайная жизнь Уолтера Митти» (1947) и «Песня родилась» (1948).
Шведская актриса Вивека Линдфорс прибыла в Голливуд в 1948 году после почти десятилетней успешной карьеры на родине. Вскоре после этой картины она сыграла а таких фильмах, как «Похождения Дон Жуана» (1948), драма «Из ночи в ночь» (1949), и фильмы нуар «Тёмный город» (1950) и «По эту сторону закона» (1950). Как отмечает Дэвид Хоган, Линдфорс «была очевидной попыткой студии повторить красоту и ум Ингрид Бергман», однако добиться этого не удалось.
К моменту создания этой картины Эдмонд О’Брайен был известен благодаря исторической драме «Горбун из Нотр-Дама» (1938), а также фильмам нуар «Убийцы» (1946), «Паутина» (1947), «Двойная жизнь» (1947) и «Акт убийства» (1948). К 1950 году, когда «Ответный огонь» вышел на экраны, О’Брайен и Вирджиния Мейо были на вершине успеха благодаря фильму Рауля Уолша «Белое каление» (1949), в котором они сыграли важные роли. Фильм «Белое каление» также положительно сказался на карьерах соавторов сценария и многолетних партнёров Бена Робертса и Айвана Гоффа, которые приняли участие в создании этого фильма.
Как отмечает Дэвид Хоган, Дейн Кларк пришёл в кино со сцены в начале 1940-х годов. По словам Хогана, "как и многие исполнители главных ролей, которые пришли на студию в то время, он по сути был характерным актёром, и с самого начала его плодотворной карьеры на Warner Bros его намеревались использовать в образе, напоминающем более популярную звезду студии Джона Гарфилда. К моменту создания этой картины Кларк уже успел появиться в таких значимых фильмах, как военные драмы «Пункт назначения — Токио» (1943), «Боевые действия в Северной Атлантике» (1943), «Сама мысль о вас» (1944) и «Гордость морской пехоты» (1945), криминальные драмы и фильмы нуар «Украденная жизнь» (1946), «Восход луны» (1948) и «Соблазнительная ты» (1948).
Ричард Робер сыграл главные и значимые в таких фильмах нуар, как «Женщина на пирсе 13» (1949), «Порт Нью-Йорка» (1949), «Досье Тельмы Джордан» (1950), «Звонить 1119» (1950), «Колодец» (1951).
В период работы над фильмом Шила Стивенс была женой Гордона Макрея, позднее она сменила имя на Шила Макрей.

## История создания фильма
По воспоминаниям Винсента Шермана, в 1946 или 1947 году Warner Bros. купила права на историю Ларри Маркуса под названием «В ночь»(англ. Into the Night), сменив название истории на «Где-то в городе» (англ.  Somewhere in the City). Вскоре глава студии Warner Bros Джек Л. Уорнер обратился к Шерману со словами: «Я знаю, это совсем не выдающаяся история, но у меня есть шесть актёров, которые ничего не делают и только получают зарплату — а мне надо, чтобы они работали». По словам Шермана, «актёрами, по поводу которых Уорнер сокрушался, что платит им, а они не играют, были Эдмонд О’Брайен, Гордон Макрей, Вирджиния Мейо, Дейн Кларк, Вивека Линдфорс и Ричард Робер». Перед этим Шерман только что закончил «Похождения Дон Жуана» (1948), «пышный фильм с Эрролом Флинном, и хотел попробовать сделать что-то поменьше и более личное». Он выбрал для себя «Горячее сердце», бродвейскую пьесу Джона Патрика о дружбе раненых солдат в полевом госпитале в Бирме. Однако, «Уорнер не хотел делать ещё один фильм о войне, и вместо этого навязал Шерману историю „Где-то в городе“», которую режиссёр посчитал «путаной и бесцельной». Шерман встретился с продюсером Энтони Вейллером, который признал, что история требует серьёзной доработки . После этого, как вспоминает Шерман, он пригласил двух молодых сценаристов, Айвана Гоффа и Бена Робертса, проработав с ними все проблемные моменты истории. И хотя Шерман остался при своём мнении, что из картины всё равно ничего не выйдет, Гофф и Робертс сказали, что им нужна работа и продолжили работать над сценарием. Когда Шерман озвучил свои опасения Джеку Уорнеру, тот сказал, что если Шерман согласится сделать этот фильм, то он пойдёт ему на встречу и подпишет договор на постановку фильма «Горячее сердце». Позднее Шерман написал, что «Гофф и Робертс сделали хороший сценарий, а актёры сделали всё, что могли».
Съёмки фильма проходили с конца июля до середины октября 1948 года. Отдельные сцены фильма снимались в Бирмингемском госпитале для ветеранов в Ван-Найсе, Калифорния, в таких памятных местах Лос-Анджелеса, как здание мэрии, гостиницы Fremont и Biltmore, улица Olvera и квартал Los Feliz, в городе Глендейл и в каньоне Stone Canyon, расположенном в Бель-Эйр.
Хотя фильм был завершён в октябре 1948 года, его премьера состоялась только 26 января 1950 года в нью-йоркском кинотеатре The Globe.
Руководство Warner Bros. было настолько довольно работой сценаристов Гоффа и Робертса, что подписало с ними контракт на написание сценариев сроком на пять лет. В результате на следующий год они выдали сценарий чрезвычайно успешного фильма нуар «Белое каление» (1949).

## Оценка фильма критикой

### Общая оценка фильма
После выхода фильма на экраны обозреватель «Нью-Йорк Таймс» Босли Краузер дал ему невысокую оценку. Отметив «слабость ударной мощи этой детективной драмы», Краузер пишет, что картина «рассказывает совершенно невероятную историю о том, как молодой человек мимоходом доказывает, что его лучший друг, подозреваемый в убийстве азартного игрока, не делал этого». При этом фильм «без всякого стиля или напряжения шарахается от одного маленького совпадения к другому, пока наконец не указывает вялым, безразличным пальцем на парня, который это сделал».
По мнению Дэвида Хогана, «это не особенно выдающийся фильм, и потому мало знаком поклонникам нуара». Несмотря на хорошую актёрскую игру, а также «мрачную операторскую работу Карла Гатри и сильную постановку великого (хотя стилистически безликого) мастера Винсента Шермана, фильм не сложился». Как полагает Хоган, «сценарий выполнен в характерном нуаровом ключе, и при правильной его разработке мог бы обрести необходимую силу». Однако, по словам критика, сценаристы Робертс, Гофф и Ларри Маркус «были сориентированы на то, чтобы повторить композиционную сложность более раннего нуара „Большой сон“ (1946)». В итоге «фильм погружает нас в повествование, которое, будучи столь же запутанно туманным, как и „Большой сон“, даже близко не доставляет того же наслаждения. Бесконечные флэшбеки с участием каждого из основных и множества второстепенных персонажей выскакивают с регулярностью весенних одуванчиков, в итоге выстраиваясь в длинный ряд. Через некоторое время зритель теряет концентрацию и начинает воспринимать флэшбеки как отдельные произведения, а не как часть более крупной картины». В итоге получается «совсем не то, чего хотели добиться создатели фильма».
В общей сложности флэшбек используется в картине не менее семи раз — по разу он исходит о капитана Гарсии, Сибил, миссис Блейн, Бонни Уиллис и Ли Квонга, и дважды — от Бена Арно. Кинокритик Лесли Хэлливелл обратил внимание на это частое использование флэшбеков, «с помощью которых пытались разрешить проблемы с экспозицией», однако, по его мнению, «этот приём не сработал». По мнению Хэла Эриксона, по построению расследования, которое ведут Боб и Джули, а также по множественности флэшбеков, с помощью которых передаются рассказы свидетелей, этот фильм напоминает картину «Убийцы» (1946).
Клайв Хиршхорн отметил, что чрезмерное количество совпадений в картине убивает чувство саспенса и рассеивает столь существенный для фильма нуар реализм. Киновед Джон Говард Рид оценил фильм как «сомнительный», отметив при этом силу атмосферной операторской работы и качество сцен экшна.
Спенсер Селби обратил внимание на тему фильма о «ветеране войны, который разыскивает своего пропавшего друга, выходя на запутанную тропу жестокости и убийств». По мнению Ричарда Харланда Смита, «пролежав на складе Warner Bros в течение двух лет, фильм немного потерял в своей актуальности, однако тема разбитых ветеранов, которые пытаются вернуться в общество, всё ещё оставалась очень значимой». Вместе с тем, критик полагает, что фильм «предложил слишком мало и слишком поздно после таких картин, как „Синий георгин“ (1946) и „Перекрёстный огонь“ (1947), которые показали героев-ветеранов и их противников в более остром и зажигательном противостоянии», и потому «не удивительно, что он не принёс тех же денег». Смит обращает также внимание на композиционное построение фильма, который разбит «на серию накладывающихся друг на друга воспоминаний и предсмертных признаний, тяжело перемещаясь между историей Макрея в настоящем и историей О’Брайена в прошлом, когда тот был бандитом на службе у криминального главаря», в то время как его «австрийская подружка-певица (Линдфорс) своими заигрываниями навлекает смертельную угрозу на их головы». И всё же, несмотря на всю критику, Смит полагает, фильм «лучше, чем его репутация».
По мнению современного киноведа Денниса Шварца, «этот нуаровый триллер категории В студии Warner Bros поднимается до сносного уровня лишь благодаря игре Гордона Макрея и Эдмонда О’Брайена». Майк Кини также считает, что «этот нуаровый детектив поднимается выше среднего благодаря достаточно интересному, хотя и надуманному сюжету, и крепкой игре О’Брайена и Кларка».

### Некоторые визуальные приёмы картины
Смит отмечает, что режиссёр «Шерман и оператор Карл Гатри создали ряд визуально впечатляющих сцен, включая призрачное появление (а затем исчезновение) Линдфорс, а также убийства выстрелами через окно, которые были экранным отражением получившего широкую огласку реального убийства гангстера Багси Сигела в 1947 году».
Хоган отмечает, что Шерман и Гатри проделали большую работу, чтобы сохранить до финала тайну личности Лу Уолша. На протяжении всей картины они показывают либо только нижнюю часть тела Уолша, либо дают его очень дальним планом, либо специально затемняет сцены с его участием, так что идентифицировать его невозможно. Кроме того, по мнению Хогана, две сцены в картине «особенно выделяются». Первая сцена — «когда Уолш направляет на Стива машину, которая давит его о гараж» и вторая сцена — «когда Стив, запертый выше пояса в металлический корсет и с ужасающим устройством, поддерживающим его подбородок и шею, скатывается по лестнице, и подобно Голему бросается на спину Уолша». Вместе с тем, Хогана разочаровал финал картины. После того, как убивают Уолша, а раненого Стива везут на скорой в больницу, по мысли критика, «должен был наступить конец фильма». Однако, как пишет Хоган, «к сожалению, у фильма есть абсурдная кода, которую, возможно, добавили по просьбам зрителей после предварительных просмотров, в которой окрепший Стив бодро сбегает по больничным ступеням, садясь в „джип“ с Джули и Бобом, после чего они отправляются создавать своё дело на ранчо».

### Оценка актёрской игры
Негативно оценивший картину Босли Краузер написал, что хотя в ней снялось «несколько хороших молодых людей, включая Гордона Макрея и Эдмонда О’Брайена», однако «максимум, что можно сказать о них, это то, что они здесь играют».
Современный историк кино Деннис Шварц отметил, что «фильм становится проверкой драматического потенциала поющего актёра Гордона Макрея, который на самом деле очень хорош в роли бывшего военнослужащего Боба Кори», далее отметив, что «игра Макрэя и О’Брайена лучше, чем того заслуживает сценарий». Хэл Эриксон также полагает, что студия «Warner Bros. использовала этот фильм, чтобы проверить драматический потенциал поющей звезды Гордона Макрея, и тот с честью справился с испытанием».
По мнению Дэвида Хогана, «большая часть актёрского состава хороша», в том числе, Эдмонд О’Брайен, Дейн Кларк и Вивека Линдфорс. Особенно выделяется «молодой Гордон Макрей в редкой для себя немузыкальной роли, который с безрассудством и прямотой бросается на поиски пропавшего друга. Его искренняя натура контрастирует с мрачными персонажами, которые наполняют значительную часть сюжета». Хоган также отмечает Вирджинию Мейо, которая «отважна и привлекательна в не до конца прописанной роли пылкой медсестры, которая помогает Бобу выведать, что случилось со Стивом. Актриса наиболее хороша в напряжённой ночной сцене, когда она с помощью хитрости проникает в запертый офис беспринципного доктора, где попадается с поличным». Однако, по мнению Хогана, попытка с помощью Кларка и Линдфорс имитировать игру таких звёзд, как Гарфилд и Бергман, не срабатывает. Получается «секонд-хэнд или секонд-бест, и это вовсе не критика Кларка или Линдфорс. Оба играют сильно и хорошо подходят для своих ролей. Просто они не Гарфилд, и не Бергман». Роль Линдфорс, по мнению Хогана, «лучше было отдать разнообразной и мощной Вирджинии Мейо», а с ролью медсестры прекрасно справилась бы «необычная и привлекательная Шила Стивенс, которая очень забавна в роли дамочки, которая многое рассказывает Бобу о Уолше».
Смит напоминает, что запоминающийся образ Мейо в картине «Белое каление» был использован в рекламном слогане этого фильма — «Девушка из „Белого каления“ зажигает снова!». Однако, как замечает критик, Мейо «играет здесь сугубо периферийную роль, почти ничего не делая вплоть до третьего акта, и играет не роковую женщину, а чистосердечную военную медсестру». С другой стороны, Смит отмечает исполнителей характерных ролей Эда Бегли, который играет «капитана полиции Лос-Анджелеса с несовместимой мексиканской фамилией», Чарльза Лейна в роли доброго хирурга в госпитале для ветеранов и Джона Денера в роли «невозмутимого детектива», а также Шилу Стивенс «в своей первой роли обречённой девушки из шоу». Рид также выделяет игру актёров второго плана О’Брайена, Бегли, Линдфорс, Кларка и Шилы Стивенс, которые «сыграли заметно сильнее, чем двое исполнителей главных ролей (Макрей и Мейо)». По мнению критика, среди всех «особенно выделяется Линдфорс».